# 우메보시

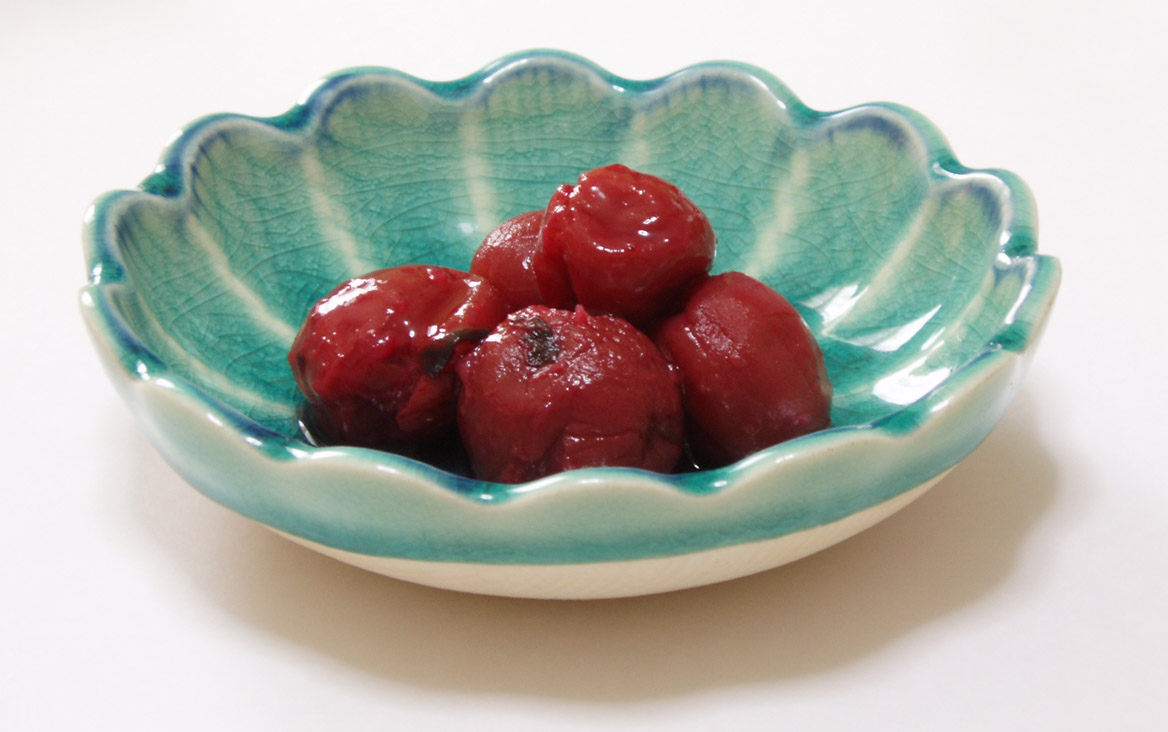
우메즈케

우메보시(일본어: 梅干し)는 매실을 소금에 절인 후 말린 일본의 음식으로, 장아찌의 일종이다. 일본에서는 주먹밥이나 도시락에 사용되는 식품이다. 햇볕에 말리지 않은 것을 우메즈케(일본어: 梅漬け)라고 한다.

## 개요
우메보시는 6월 무렵에 수확한 익은 매실을 이용하여 만든다. 매실을 소금에 절인 후, 3일 정도를 햇볕에 말린다. 이 과정을 거친 우메보시를 시로보시(白干し)라고 하며, 보존성이 뛰어나고 소금 함유량이 20% 전후가 된다.
최근 시중에 판매되는 우메보시는 저염 조미를 한 것이 많은데, 이들의 경우 제품의 라벨에 “조미 매실 장아찌”라고 기재되어 있다. 이는 시로보시(白干し)를 물에 담가 염분을 감소시키고 양념을 한 것이다. 저염 우메보시나 조미 우메보시는 염분을 적게 하여 저장성이 떨어지기 때문에, 유통기한이 짧은 경우가 많다.
우메보시가 붉은 색으로 착색된 것은 에도 시대부터이다. 소엽을 사용해 붉은 색으로 물들인다. 모든 우메보시의 공통된 특징은 강한 신맛이다. 이 신맛은 레몬 등의 감귤류에 들어있는 구연산, 조미 우메보시의 경우에는 원재료의 산미료에서 유래한다.

## 역사

### 헤이안 시대
헤이안 시대에는 무라카미 천황이 우메보시와 다시마 차로 병을 치료했다는 전설이 남아있다.

### 전국 시대
전국 시대의 우메보시는 보존이 쉬운 식품으로써만 아니라 상처의 소독과 전장에서의 식중독, 전염병 예방에 없어서는 안 될 것이 되었다. 전투 중의 휴식 때 우메보시를 봄으로써 타액 분비를 촉진하고 탈수를 방지할 수 있었다. 이로 인해 우메보시는 전략 물자가 되었고 무장들은 매실나무 심기를 장려했다. 이것은 현재에도 매화나무 명소와 매실의 산지로서 남아있다.

## 보존성
슈퍼마켓에서 시판되는 우메보시는 소비자의 취향에 따라 조미 우메보시가 많다. 조미 우메보시는 유통기간이 제조 후 반년 정도로 설정되어 있는 경우가 많다. 전통적인 제법에 의해 만들어진 우메보시는 적합한 환경의 창고에 보관할 때 썩지 않으며 100년 전에 만들어진 것도 먹을 수 있다. 그러나 드물게 검게 썩을 수도 있으며, 지방에 따라서는 평소 썩을 수 없는 우메보시가 썩었다 하여 불길한 일이 일어날 징조라는 미신이 전해지고 있는 곳도 있다. 수분이 쉽게 날아갈 수 있는 환경에서는 염분이 석출되어 몇 mm 크기의 결정이 될 수도 있다.

## 효능
우메보시는 다음과 같은 효능이 있다고 알려져 있다.
타액의 분비를 촉진 (조건반사의 일종))
구연산의 신맛이 타액의 분비를 촉진하여 소화를 잘 되게 하는 것으로 알려져 있다. 우메보시를 보거나 상상하는 것만으로 침이 분비되는 것은 우메보시를 실제로 먹어보고 신맛을 느낀 경험이 있는 것에 유래한다.
피로 회복 등의 효과
구연산의 효능 외에도 혈당의 상승을 억제하고, 변비의 해소를 돕고, 간 기능을 강화하는 효과도 있다.
해열
우메보시를 이마에 붙여 열을 낮추는 작용으로 민간요법의 일종이다.
향균・살균
향균 효능이 있는 것으로 알려져 있다. 이 때문에 도시락이나 주먹밥에 우메보시를 넣어 밥의 부패를 방지하고 식중독을 예방하기도 한다. 단, 1개를 통째로 넣은 것으로는 그 주위에만 영향을 미친다.

## 문화

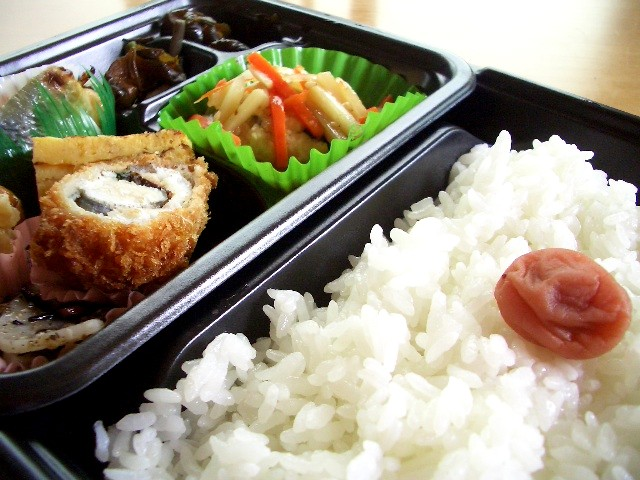
흰 밥 위에 우메보시를 얹은 도시락.

- 흰밥의 중간에 우메보시만 얹은 도시락을 일장기 같다하여 "히노마루 도시락(日の丸弁当)"이라고 한다.
- 2015년 2월 15일 와카야마현 미나베정에서 우메보시 오니기리를 동시에 쥐는 인원 수로 기네스 세계 기록에 도전했다. 도전 결과 485명의 참가자가 하나씩 쥐고 기록으로 인정되었다.[3]
- 여행을 하는 사람들 중에는 여행지의 음식이 맞지 않거나 기분 전환을 목적으로 우메보시 도시락을 가져가는 경우도 있다.

## 같이 보기
- 와무이

## 참고 문헌
- 小田晋 (2001년 5월). 《歴史の心理学　日本神話から現代まで》. 日本教文社. ISBN 978-4-531-06357-4.
- 管野浩 編, 편집. (1991년 5월). 《雑学おもしろ事典　頭に栄養と休養を》. 日東書院. ISBN 978-4-528-00518-1.
- 古川知子 (2005년 11월). 《食材健康大事典　502品目1590種まいにちを楽しむ》. 五明紀春 監修. 時事通信出版局. ISBN 978-4-7887-0561-6. 2015년 6월 30일에 원본 문서에서 보존된 문서. 2015년 10월 16일에 확인함.